# Otto Muller von Czernicki
Otto Ferdinand Muller von Czernicki (* 13. März 1909 in Magetan, Bezirk Magetan, Java; † 21. Juli 1998 in Wapenveld) war ein niederländischer Hockeyspieler.
Otto Muller von Czernicki vom HC Bloemendaal bestritt 1927 zwei Länderspiele für die niederländische Nationalmannschaft. 
Beim olympischen Turnier 1928 gehörte Muller von Czernicki zum Kader, wurde aber nicht eingesetzt.
Er studierte tropische Landwirtschaft an der Universität Wageningen und wurde später Direktor der Rubber Cultuur Maatschappij Amsterdam (RCMA).